# Crise politique
 (novembre 2017).
Si vous disposez d'ouvrages ou d'articles de référence ou si vous connaissez des sites web de qualité traitant du thème abordé ici, merci de compléter l'article en donnant les références utiles à sa vérifiabilité et en les liant à la section « Notes et références ».
Une crise politique est une situation de défiance de la population envers le régime politique ou le gouvernement, ou simplement entre diverses institutions politiques (entre le Parlement et le président par exemple), ou lorsque des désaccords apparaissent entre divers partis politiques au sein d'une coalition dans un gouvernement minoritaire ou de coalition. Elle fait parfois suite à un scandale soulevant l'indignation de l'opinion publique.

## Description
Une crise politique est une phase grave dans l'évolution de la situation politique d'un État : elle peut entraîner des grèves, des manifestations, des mouvements sociaux, des émeutes ou, plus grave, une révolte ou une guerre[réf. souhaitée]. En effet, cette situation constitue généralement un terrain favorable à la montée des extrémismes. Ainsi, des partis politiques gagneront la confiance de la population en désignant des boucs-émissaires (ces derniers pouvant être des personnes, des groupes ou des idéologies) et en prenant des mesures liberticides présentées comme vitales pour se défendre d'un péril que représenteraient ces derniers[réf. souhaitée]. 
Il convient de distinguer la crise institutionnelle, qui peut déboucher sur une nouvelle forme de régime politique (changement de constitution), et la crise de régime, qui peut déboucher sur une alternance de gouvernement[réf. souhaitée].
La forme la plus bouleversante est la révolution, lorsque l'interdit majeur qui fonde un système politique est aboli : celui de la féodalité était le régicide, la Révolution française transgressa cet interdit en faisant tomber la tête du roi[réf. souhaitée].
Une crise politique peut survenir au sein d'une coalition, notamment dans un gouvernement minoritaire ou de coalition lorsque les partis politiques n'arrivent pas à s'entendre sur des questions importantes comme le budget.

## Différentes situations politiques relevant d'une crise
- crise politique
- crise institutionnelle;
- crise constitutionnelle;
- crise de régime;

### Antiquité
Dans la république romaine, il y a eu de nombreuses crises politiques qui majoritairement ont entrainé des guerres civiles comme celles de Marius et de sylla (Première guerre civile entre Marius et Sylla et Seconde guerre civile entre Marius et Sylla), celles des deux triumvirats (premier triumvirat et second triumvirat)[réf. souhaitée].

### Époque contemporaine
Liste non exhaustive.

#### XIXesiècle
- Crise politique de 1808 en Nouvelle-Espagne
- Crise politique de 1881

#### XXesiècle
- Crise politique Taishō
- Crise politique de 1962 au Sénégal

#### XXIesiècle
- Crise politico-militaire en Côte d'Ivoire
- Crise politique de 2006-2008 au Bangladesh
- Crise politique de 2007 au Pakistan
- Crise politique guinéenne de 2007-2008
- Crise politique belge de 2007-2011
- Crise politique canadienne de 2008
- Crise politique de 2009 à Madagascar
- Crise politique pakistanaise de 2009-2012
- Crise politique équatorienne de 2010
- Crise politique belge de 2010-2011
- Crise politique de 2013-2014 en Thaïlande
- Crise politique de 2016 en république démocratique du Congo
- Crise politico-linguistique de 2018 en Ontario
- Crise politique béninoise de 2019
- Crise politique italienne de 2019
- Crise politique de 2020 au Pérou
- Crise politique de 2020 au Salvador
- Crise politique salvadorienne de 2021
- Crise politique de 2021 en Somalie
- Crise politique de 2021-2022 en Irak
- Crise politique de 2021-2024 en Tunisie
- Crise politique de 2022 au Pakistan
- Crise politique de 2022 au Sri Lanka
- Crise politique britannique de 2022
- Mouvement social contre le projet de réforme des retraites en France de 2023
- Crise politique française de 2024